# Генри I Синклер, граф Оркнейский
Генри Синклер (англ. Henry I Sinclair, Earl of Orkney and feudal baron of Roslin) (1345—1400) — шотландский дворянин, иногда фигурирующий под именем Saint-Clair; 4-й барон Рослина (1358—1400), 1-й граф Оркнейский (1379—1400), лорд-адмирал Шотландии.

## Биография
Представитель шотландского баронского рода Синклеров. Сын и преемник Уильяма Синклера, барона Рослина, и Изабеллы (Изобель) Стретерн, дочери Маоля Йосы, мормэра Стратерна, графа Кейтнесса и графа Оркнейского (1334—1350). Являлся дедом Уильяма Синклера, 1-го графа Кейтнесса, строителя часовни Рослина.
В сентябре 1358 года, после смерти своего отца, Генри Синклер стал бароном Рослина, Пентланда и Кусланда. На титул графа Оркнейского претендовали три родственника — Александр де л’Ард, граф Кейтнесса, Малис Спарр, граф Скалдайла, и Генри Синклер, барон Рослин. 2 августа 1379 года норвежский король Хакон VI признал Генри Синклера законным графом Оркнейских островов. В свою очередь Генри Синклер признал себя вассалом Хакона, пообещал выплатить Норвегии подать в размере 1000 ноблей до дня Святого Мартина (11 ноября) и обязался вместе со своим военным отрядом (100 чел.) в течение трёх месяцев служить норвежскому королю. В качестве обеспечения соглашения новый граф отправил в Норвегию заложников. Незадолго до своей смерти летом 1380 года король Норвегии разрешил заложникам вернуться домой.
В 1389 году Генри Синклер принял участие в коронации норвежского короля Эрика Померанского, принеся ему клятву в верности. Историки полагают, что в 1391 году Синклер со своим отрядом разбил и умертвил своего противника Малиса Спарра рядом с посёлком Скалловей на острове Мейнленд.
Неизвестно, когда точно Генри Синклер скончался.
Известность Генри Синклера связана с позднейшей версией, что он за сто лет до Христофора Колумба совершил путешествие к берегам Северной Америки и Гренландии.

## Семья и дети
Был дважды женат. Около 1346 года женился первым браком на датской принцессе Флорентии. Вторично вступил в брак с Джейн Хелибёртон, дочерью сэра Вальтера де Хелибёртона, 1-го лорда Хелибёртона из Дирлетона. Дети:
- Генри II Синклер (ок. 1375—1422), 2-й граф Оркнейский (1400—1422)
- Джон Синклер, получил во владения от брата земли в Лотиане
- Беатрикс, муж — Джеймс Гросс, граф Балвени (1409), Эвондейл (1437) и Дуглас (1440)
- 2-я дочь, жена лэрда из Далхаузи
- 3-я дочь, жена лэрда из Колдера
- Джейн, муж — лэрд из Конрсторфина, известный как сэр Джон Форрестер
- 5-я дочь, муж — граф Эррол Хэй
- 6-я дочь, муж — лэрд из Drummelzier
- 7-я дочь, муж — лэрд Стерлинг
- 8-я дочь, муж — лэрд из Мортона
- Мэри, жена графа Томаса Соммервилля из Карнаэта